# 베이타구

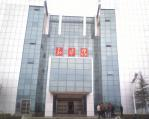

베이타구(한국어: 북탑구, 중국어: 北塔区, 병음: Běitǎ Qū)는 중화인민공화국 후난성 사오양 시의 현급 행정구역이다. 넓이는 84km2이고, 인구는 2007년 기준으로 80,000명이다.

## 행정 구역
2개 가도, 3개 향을 관할한다.
- 가도: 新滩镇街道, 状元洲街道.
- 향: 田江乡, 茶元头乡, 陈家桥乡.